# Яркін Євген Іванович
Євген Іванович Яркін (11 вересня 1951, станція Свіяжськ, тепер Верхньоуслонського району, Татарстан, Російська Федерація) — радянський діяч, бригадир судноскладальників Зеленодольського заводу імені Горького Татарської АРСР. Член ЦК КПРС у 1990—1991 роках.

## Життєпис
У 1968—1969 роках — електромонтажник Зеленодольського підприємства «Ера» Татарської АРСР.
З 1969 по 1972 рік служив у Радянській армії.
У 1972—1978 роках — електрик-ремонтник, складальник Зеленодольського заводу імені Горького Татарської АРСР.
Член КПРС з 1975 року.
У 1977 році закінчив Зеленодольський машинобудівний технікум Татарської АРСР.
У 1978—1982 роках — майстер, у 1982—1984 роках — складальник, з 1984 року — бригадир судноскладальників Зеленодольського заводу імені Горького міста Зеленодольська Татарської АРСР.
Подальша доля невідома.